# Mykola Pymoněnko
Mykola Kornylovyč Pymoněnko (Микола Корнилович Пимоненко; 9. březnajul./ 21. března 1862greg. Kyjev – 26. březnajul./ 8. dubna 1912greg. Kyjev) byl ukrajinský malíř. Byl realistou zaměřeným na žánrové výjevy ze života prostých Ukrajinců, ilustroval také poezii Tarase Ševčenka. Vytvořil více než sedm set obrazů, na nichž zobrazoval práci na poli, venkovské trhy či náboženská procesí. Jeho nejznámější dílo Oběť fanatismu vychází ze skutečného případu židovské dívky, která byla lynčována obyvateli rodné vesnice, protože si chtěla vzít křesťana.

## Život
Byl synem malíře ikon a pomáhal otci s výzdobou Kyjevskopečerské lávry. Jeho talent objevil malíř Mykola Muraško a díky jeho přímluvě mohl Pymoněnko studoval na kyjevské výtvarné škole a poté na Carské akademii umění v Petrohradě. Roku 1884 se vrátil do Kyjeva a pracoval jako učitel kreslení. Oženil se s dcerou malíře a pedagoga Volodymyra Orlovského. Roku 1901 získal zaměstnání na polytechnickém institutu. Jedním z jeho žáků byl Kazimir Malevič.
Za podíl na rekonstrukci kyjevského chrámu sv. Vladimíra byl Pymoněnkovi udělen Řád sv. Anny. V roce 1904 byl jmenován akademikem. Jeho obraz dívky tancující hopak získal v roce 1909 hlavní cenu na Pařížském salonu a byl zakoupen pro muzeum Louvre.
Byl členem skupiny peredvižniků, s nimiž ho spojoval zájem o sociální náměty. V roce 1908 došlo ke skandálu, když Šestovova továrna na alkoholické nápoje použila jeho obraz Návrat domů ve své reklamní kampani. Peredvižnici to označili za zradu svých ideálů, avšak Pymoněnko se hájil tím, že ke komerčnímu využití díla došlo bez jeho vědomí a podařilo se mu soudní cestou dosáhnout stažení reklamy.
V roce 1997 bylo v jeho bývalém ateliéru ve vesnici Maljuťanka u Kyjeva otevřeno Pymoněnkovo muzeum. Ukrajinský spisovatel Borys Čip napsal o malíři životopisný román.

## Galerie

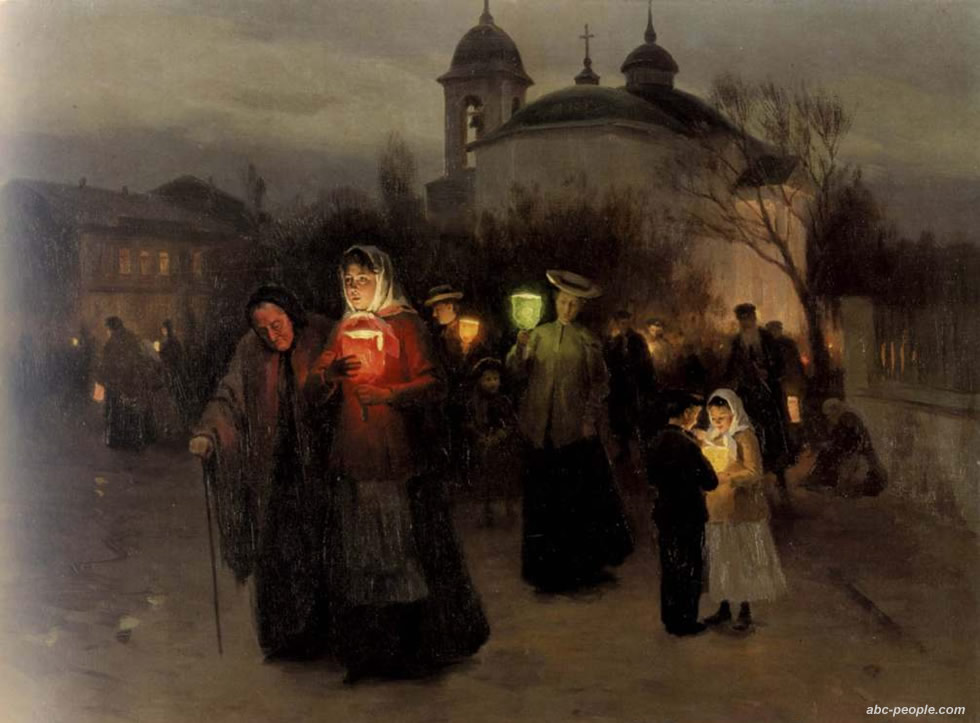
Zelený čtvrtek, 1887
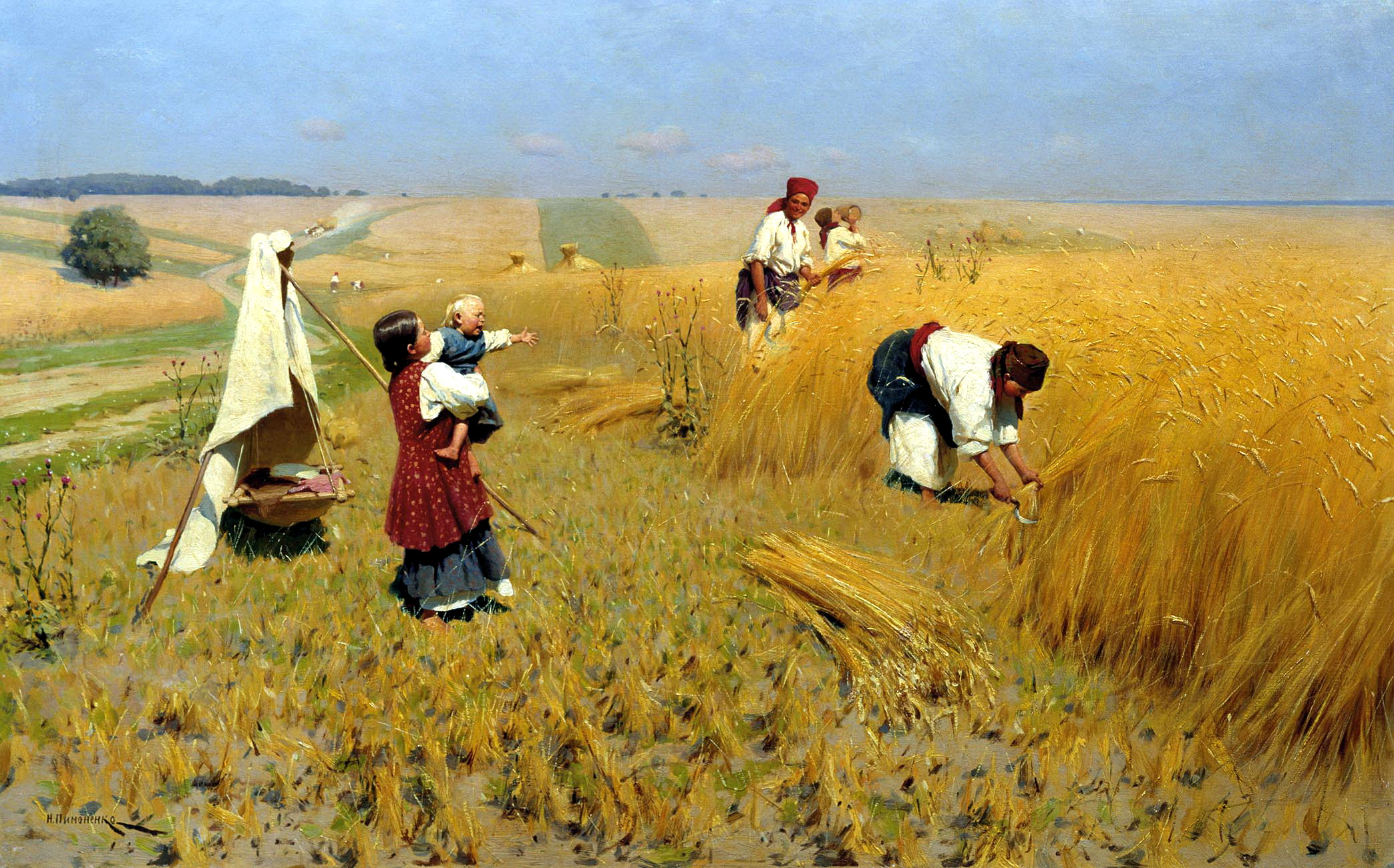
Žně, 1896
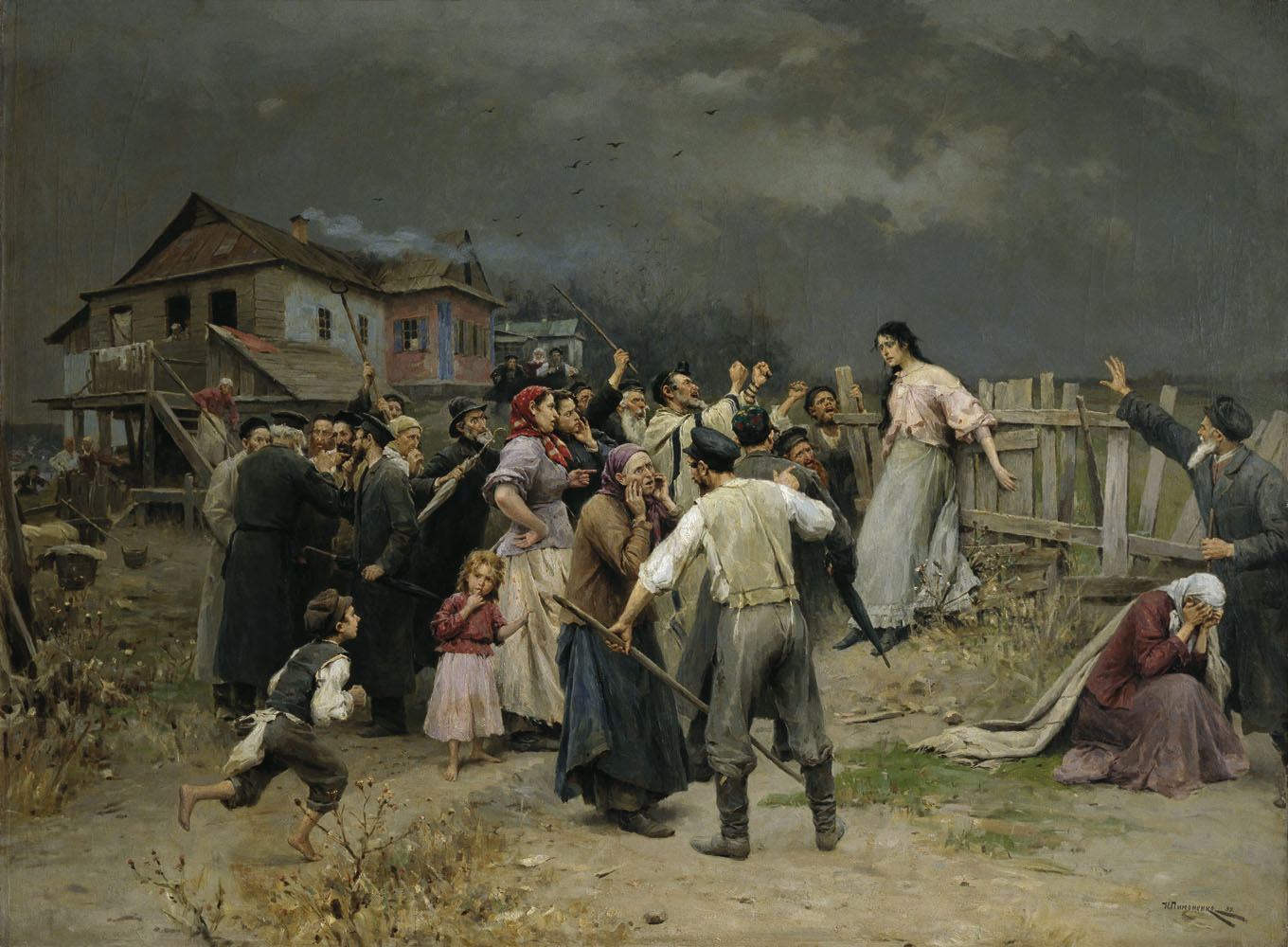
Oběť fanatismu, 1899
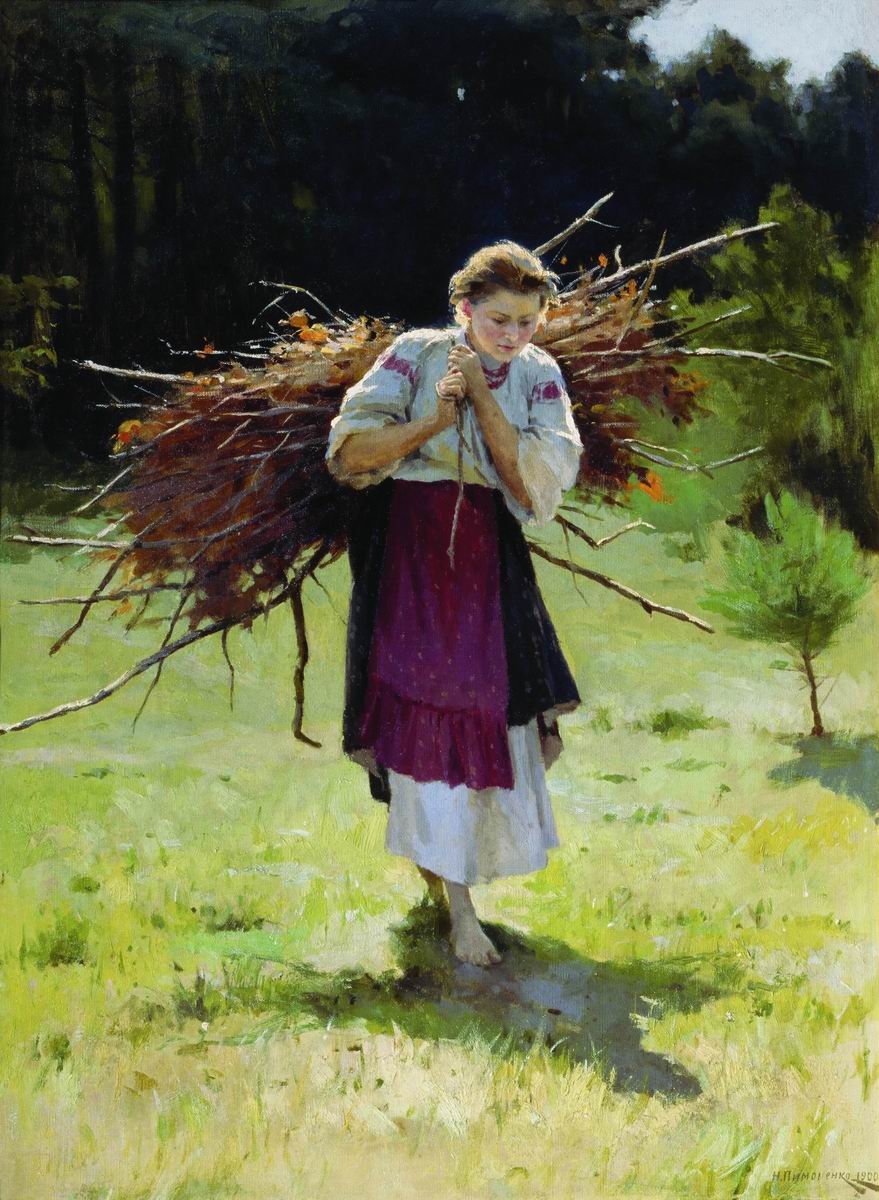
Z lesa, 1900
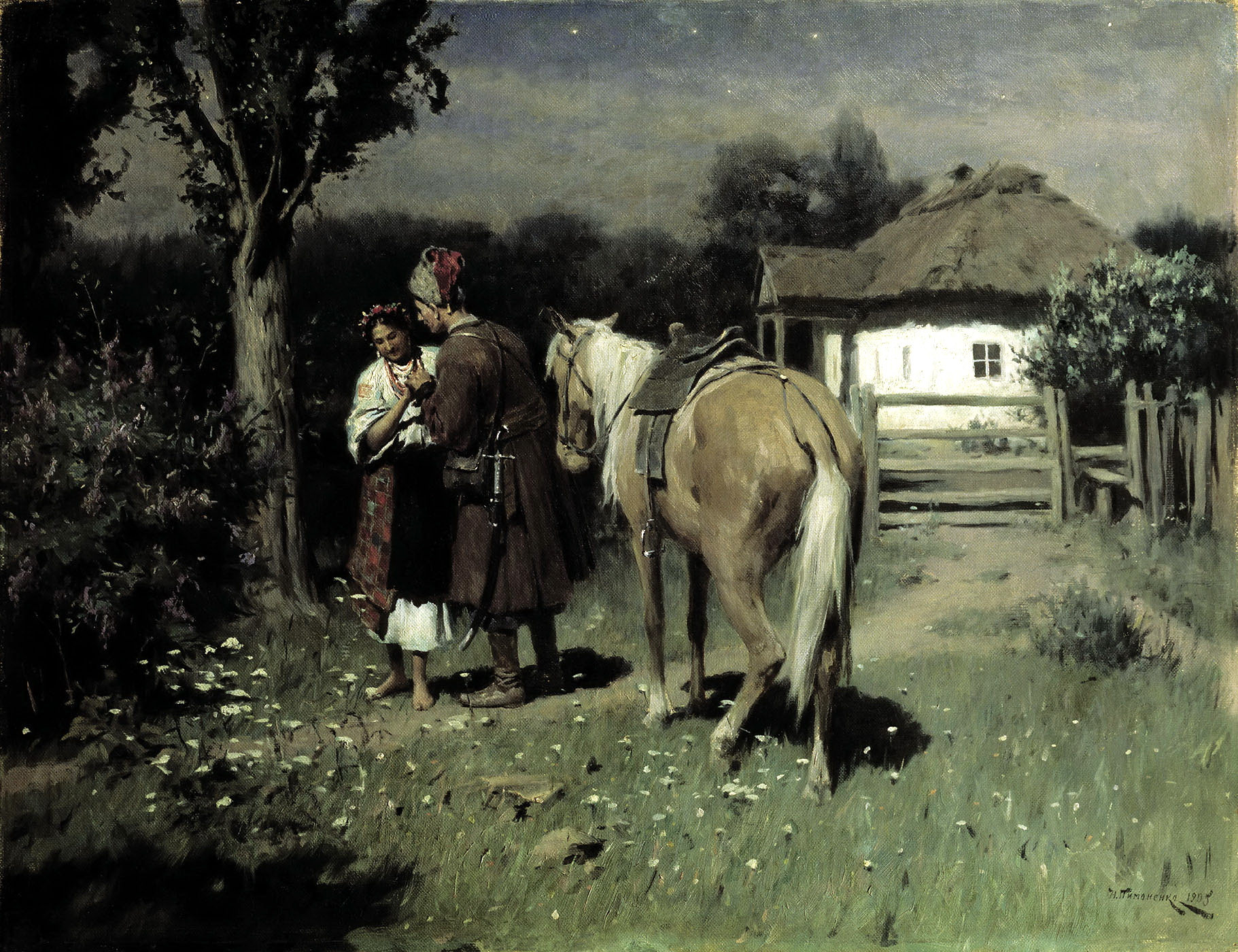
Ukrajnská noc, 1905
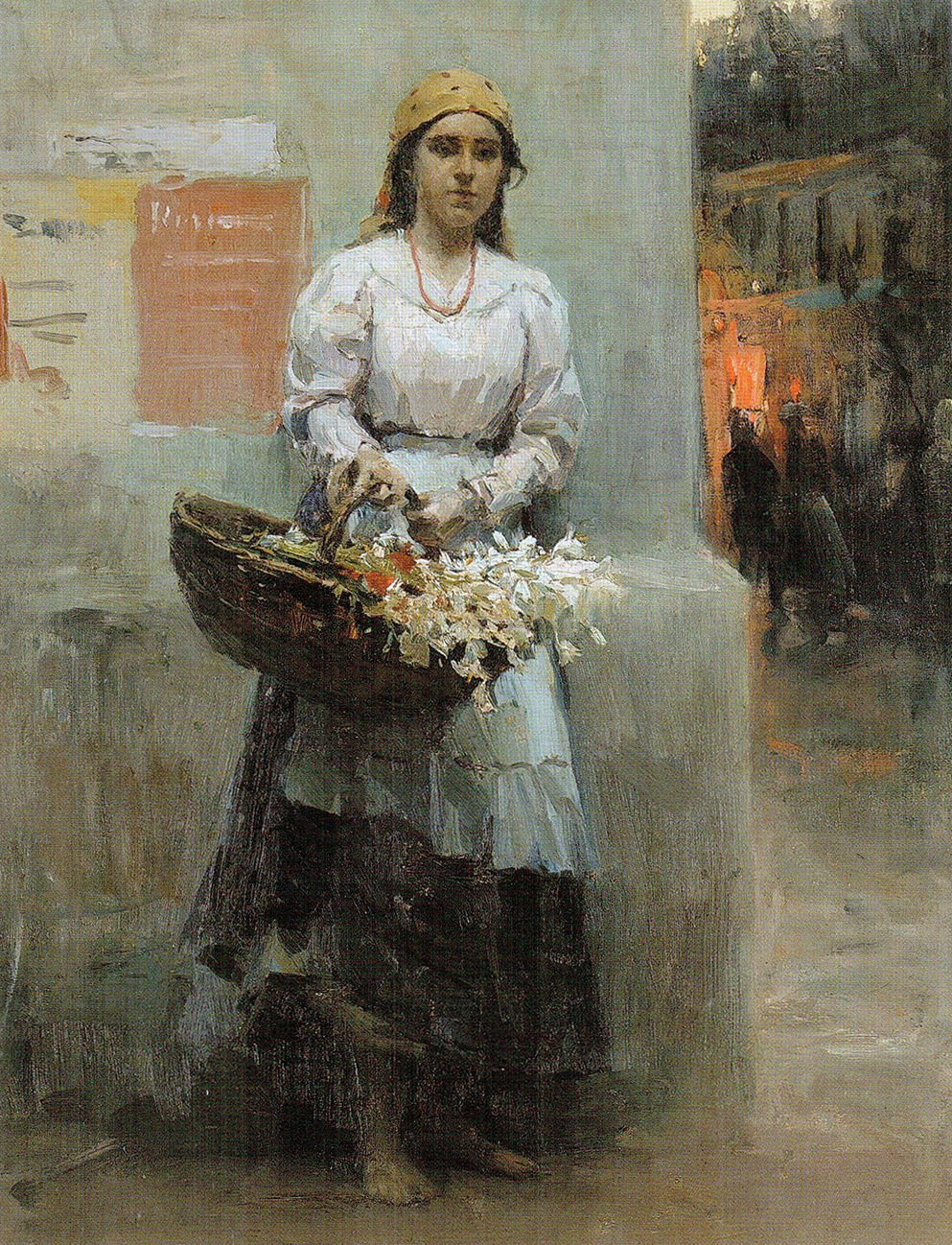
Prodavačka květin, 1908